# Skupina Tolić – Oblak
Skupina Tolić – Oblak je ime hrvatske oružane gerilske postrojbe.

## O skupini
Ovo je bila hrvatska gerilska paravojna skupina koja je ušla na područje Jugoslavije, točnije Hrvatske 7. srpnja 1963., radi pokretanja oružanog ustanka s ciljem stvaranja samostalne hrvatske države. Predvodili su ju Ilija Tolić i Josip Oblak, po kojima je dobila ime. 
Članovi skupine bili su pripadnici Hrvatskog revolucionarnog bratstva (HRB-a), tajne organizacije koja je bila osnovana 1961. u Australiji i koja je djelovala i u Europi te u SAD-u. Osnovni cilj HRB-a bilo je osamostaljenje Hrvatske od Jugoslavije. 
Svi članovi ove skupine bili su hrvatski emigranti.
Ovo je bila prva veća skupina koja je ušla na teritorij Hrvatske nakon onih skupina koje su operirale po Hrvatskoj i BiH u poraću Drugog svjetskog rata.
Uspjeli su izvršiti diverziju na željezničkoj pruzi pokraj Delnica.
Sva devetorica članova skupine su uhićena neposredno nakon dolaska u Hrvatsku. Osuđeni su u Rijeci 18. travnja 1964. na dugogodišnje zatvorske kazne, Tolić i Oblak na po 14 godina.

## Povijest nastanka
Skupinu su činile ove osobe:
- Ilija Tolić
- Josip Oblak
- Dražen Tapšanji
- Mirko Fumić
- Krešimir Perković
- Rade Stojić
- Stanko Zdrilić
- Branko Podrug
- Vlado Leko

Sredinom 1962. godine, nekoliko mjeseci nakon što je osnovano Hrvatsko revolucionarno bratstvo (HRB), vodstvo HRB-a je na na izričit zahtjev Ilije Tolića, jednoga od utemeljitelja organizacije, donijelo je odluku o pripremi prve veće akcije u Jugoslaviji. Iliju Tolića odredilo se za vođu. Za zamjenika je izabran drugi suutemeljitelj HRB-a Josip Oblak. Određeno je da akciju izvede skupina od devetorice članova.
U Australiji se počelo s pripremama za odlazak u Europu i konačni upad u Jugoslaviju radi vršenja diverzija.